# Eras de Renueva
Eras de Renueva, también conocido abreviadamente como Eras o Las Eras de Renueva, es un barrio de la ciudad de León, comunidad autónoma de Castilla y León, España. Se localiza al norte de la ciudad, entre el Ensanche de León y el municipio de Sariegos. 

## Localización
El barrio de Eras de Renueva se encuentra en la zona norte de la ciudad de León, a una altitud de unos 837 m s. n. m. Limita al norte con el municipio de Sariegos, al este con la avenida Padre Isla y la carretera de Carbajal de la Legua, al sur con el Ensanche de León y al oeste con el río Bernesga. El territorio sobre el que se asienta está representado en la hoja 161 del Mapa Topográfico Nacional.

## Descripción

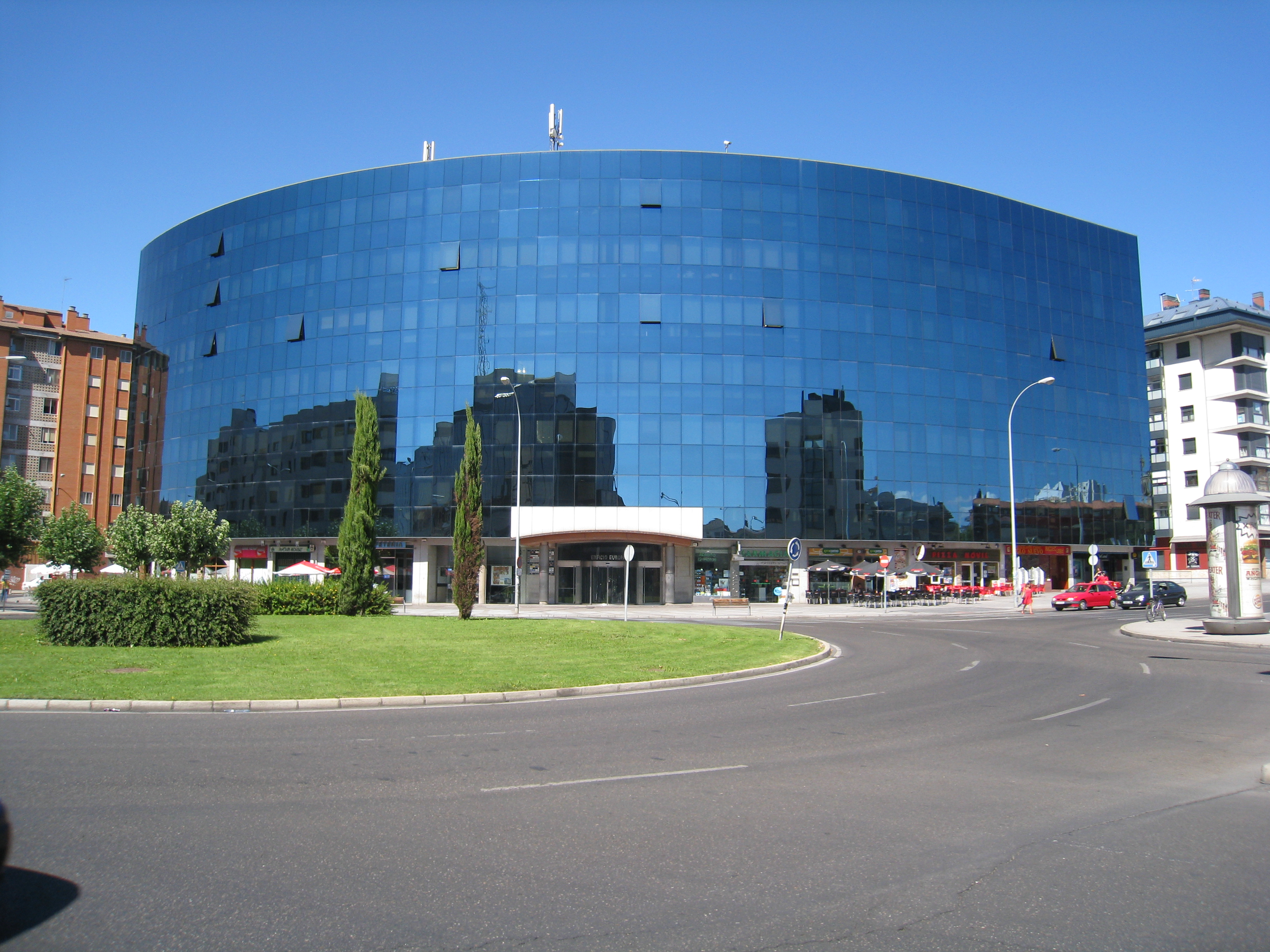
Edificio Europa, localizado al sur de Eras de Renueva

El barrio de Eras de Renueva se encuentra situado al norte del casco urbano de la ciudad. Cuenta con una superficie superior a los 800.000 m², con cerca de 5.000 viviendas. La planificación del barrio comenzó en los años 60 del pasado siglo, habiéndose paralizado su ejecución en esa época como consecuencia de una sentencia del Tribunal Supremo en la que detectó diversas irregularidades. Esta paralización se prolongó durante más de treinta años hasta que en los años 90 del pasado siglo se redacta una Modificación del Plan General de León, un proyecto de reparcelación y un proyecto de urbanización, iniciándose en aquel momento las obras para su construcción.
Hoy en día el polígono se encuentra totalmente ejecutado e integrado en la ciudad, albergando importantes equipamientos tanto públicos como privados como el auditorio Ciudad de León, el Museo de Arte Contemporáneo de Castilla y León,, el edificio Europa, la sede territorial de la Junta de Castilla y León en León o el Ente Regional de la Energía entre los más destacados, así como amplias zonas verdes.

## Toponimia
El barrio comenzó siendo una explanada de cultivos, esto es, unas eras. Su apellido recuerda a la antigua parroquia y zona en la que se encuentran, pues estaban situadas al norte de la calle que llevaba este nombre. (En la actualidad la calle Renueva -corrupción de Rúa Nova- sólo tiene este nombre en su primer tramo. En el segundo, su nombre actual es el de Suero de Quiñones.)

## Historia
Junto al río Bernesga había un puente romano; en 1152 Doña Sancha cede terrenos a una cofradía, que allí atiende a los peregrinos de Santiago. En 1172 es ya un hospital de la Orden Militar de San Marcos de León. La protección Real le valió ser agregada a la naciente Orden de Santiago conquistadora de Extremadura, que aquí colocará su sede hasta 1874. El Prior de San Marcos adquirirá rango episcopal para ejercer en sus 500 parroquias en León, Zamora, Salamanca y Extremadura: todo el Reino de León. Luego surge inmediata, la parroquia de La Magdalena, para servir a los vecinos, freires y siervos de San Marcos; desaprece en el siglo XVII trasladando su pila a la iglesia prioral, que no volverá a tener parroquianos seglares hasta 1954 (Parador de Turismo).

## Monumentos

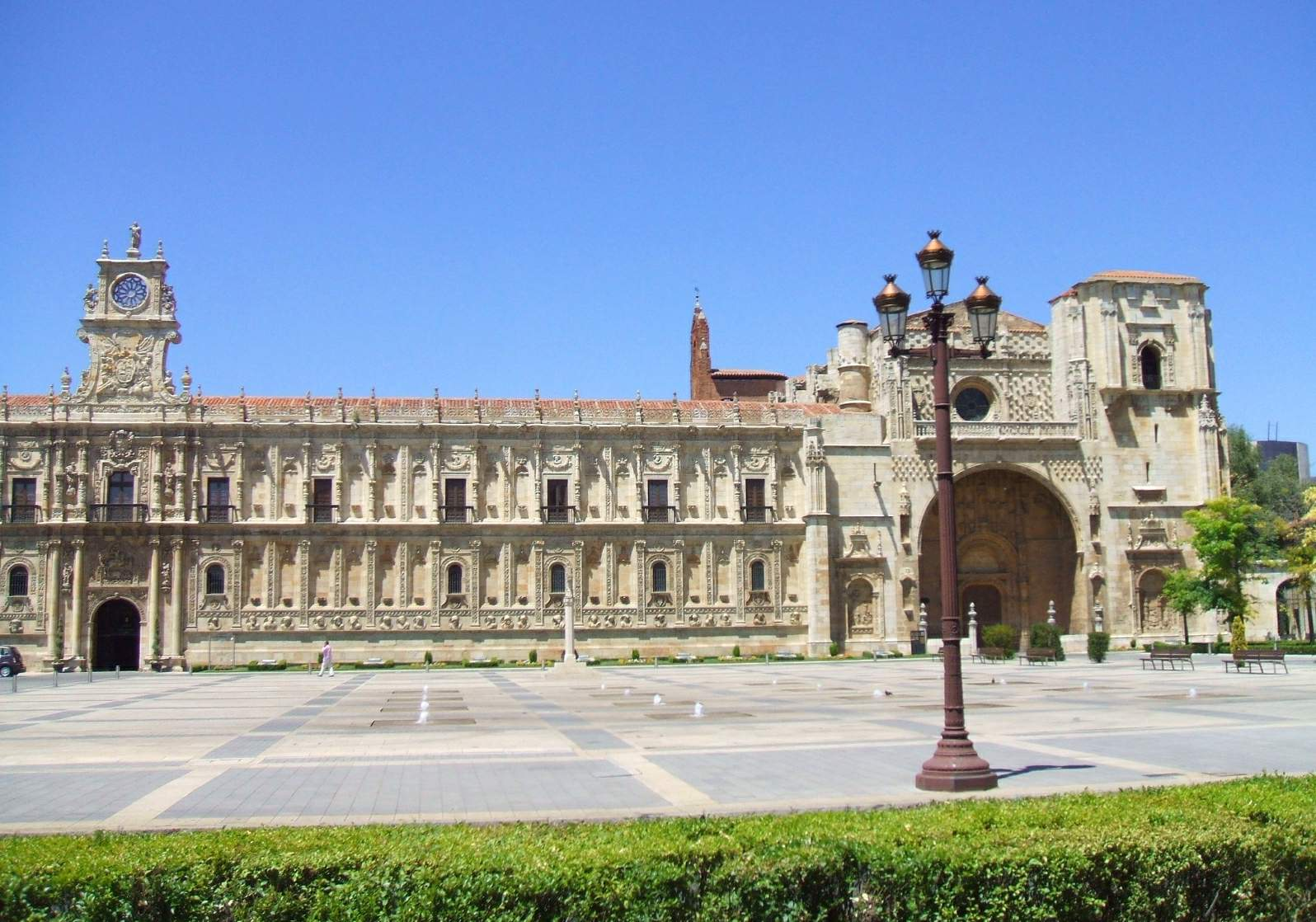
Convento-Parador de San Marcos

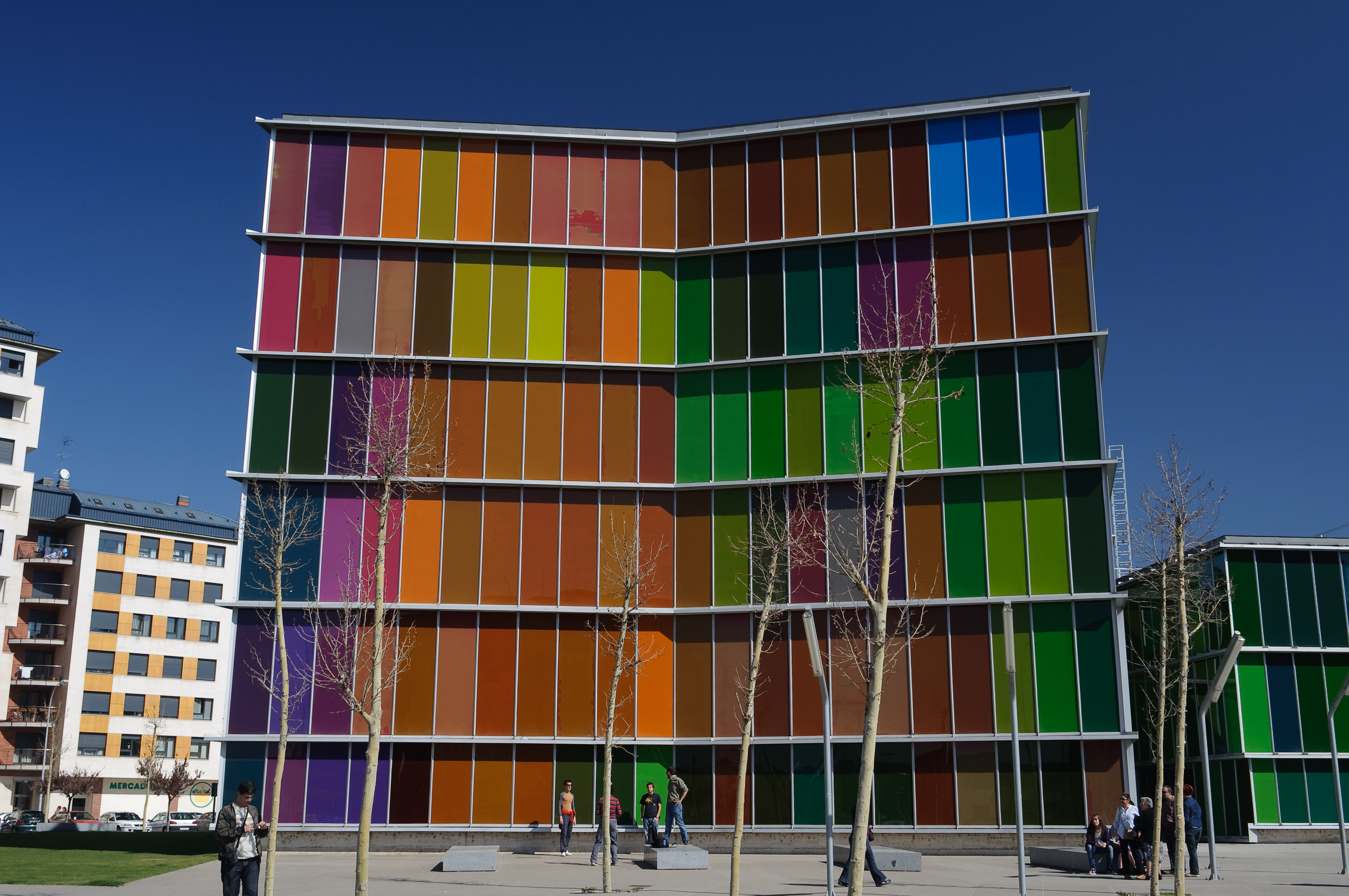
Fachada del MUSAC, ubicado en la avenida Reyes Leoneses

En este barrio de León se pueden encontrar los edificios más modernos y contemporáneos de la ciudad. Varios ejemplos son el edificio Europa, la sede de la Delegación territorial de la Junta de Castilla y León, el MUSAC, y el auditorio Ciudad de León, entre otros edificios importantes. El edificio más antiguo es el Parador Nacional de San Marcos, que fue muy importante en la historia del Camino de Santiago y es una de las obras más importantes del Renacimiento español.
Se encuentran también varios ejemplos de escultura moderna en el barrio como por ejemplo el Peregrino sentado en el Crucero (1998) situada en frente del Parador Nacional de San Marcos, Homenaje al maestro Odón Alonso situada a pocos metros de la anterior en frente del auditorio o la escultura de un León regalada por la ciudad mexicana de León a partir del hermanamiento de estas dos ciudades.

## Urbanismo

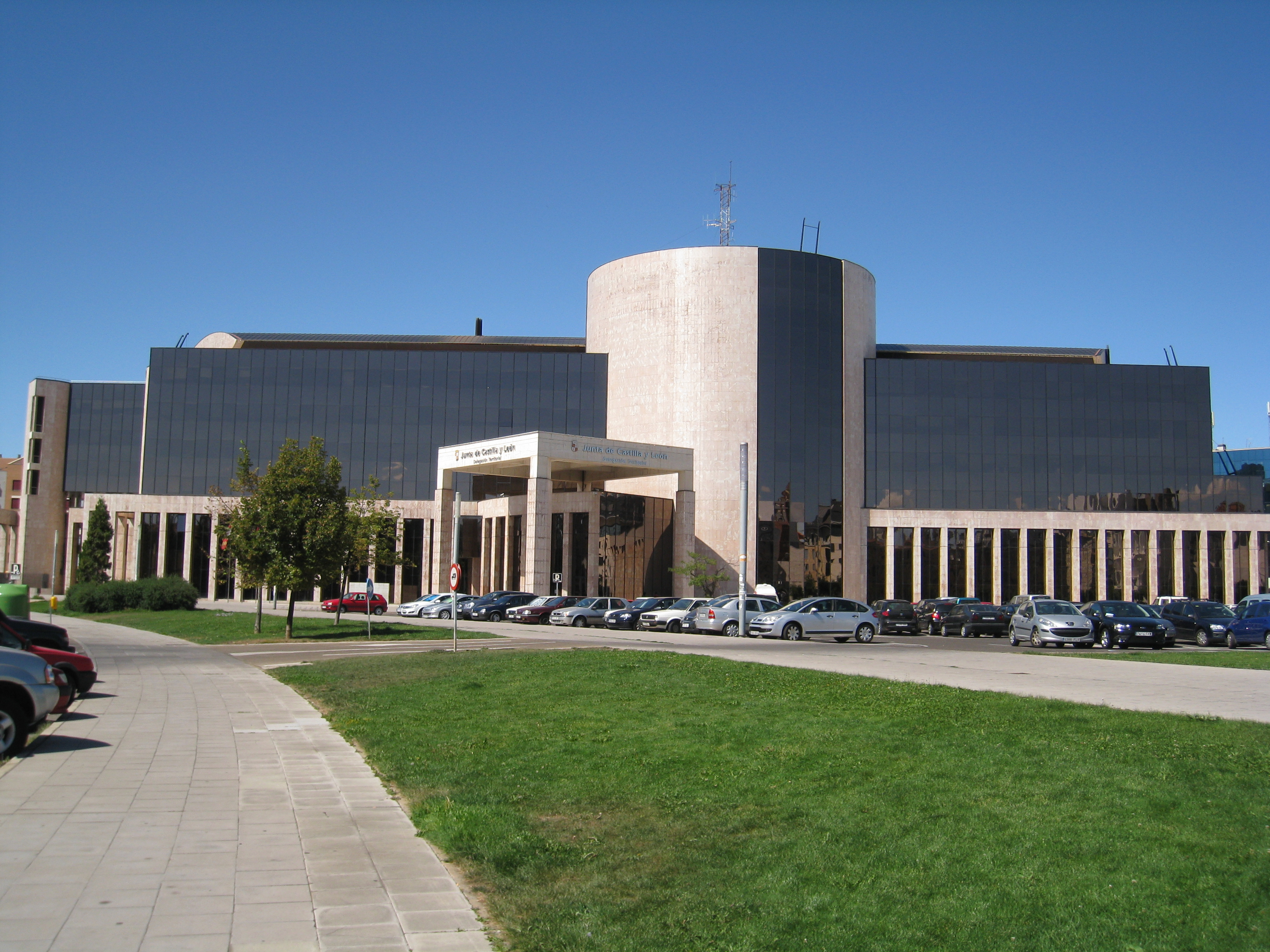
Delegación Territorial de la Junta de Castilla y León

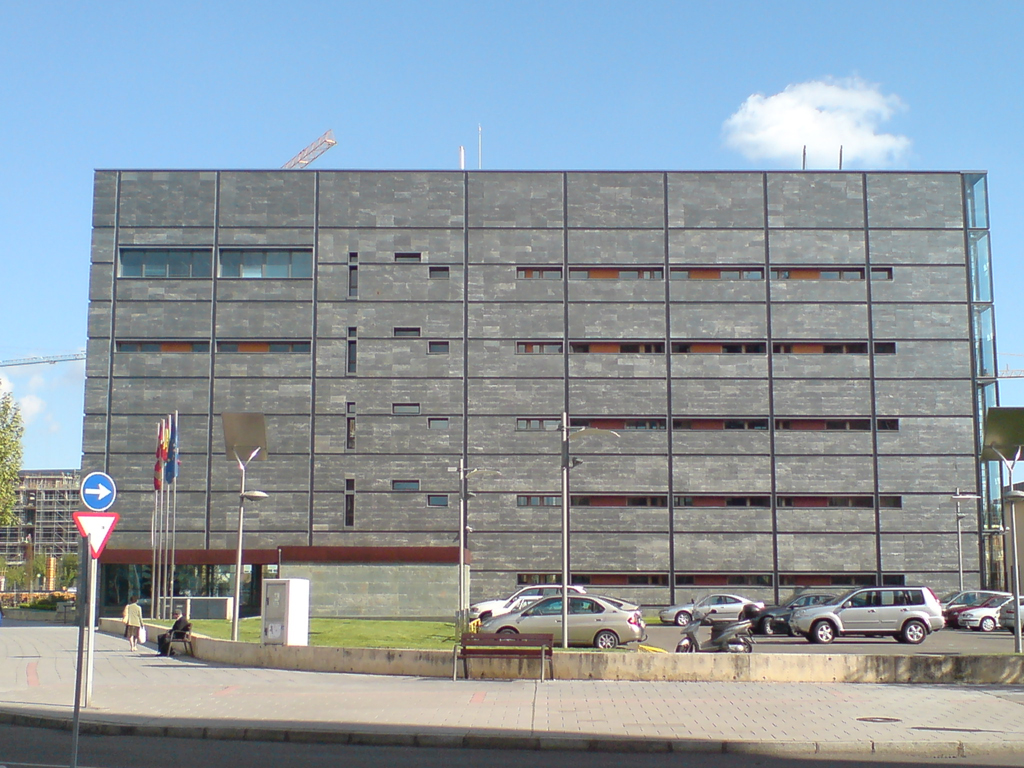
Ente Regional de la Energía de Castilla y León (EREN)

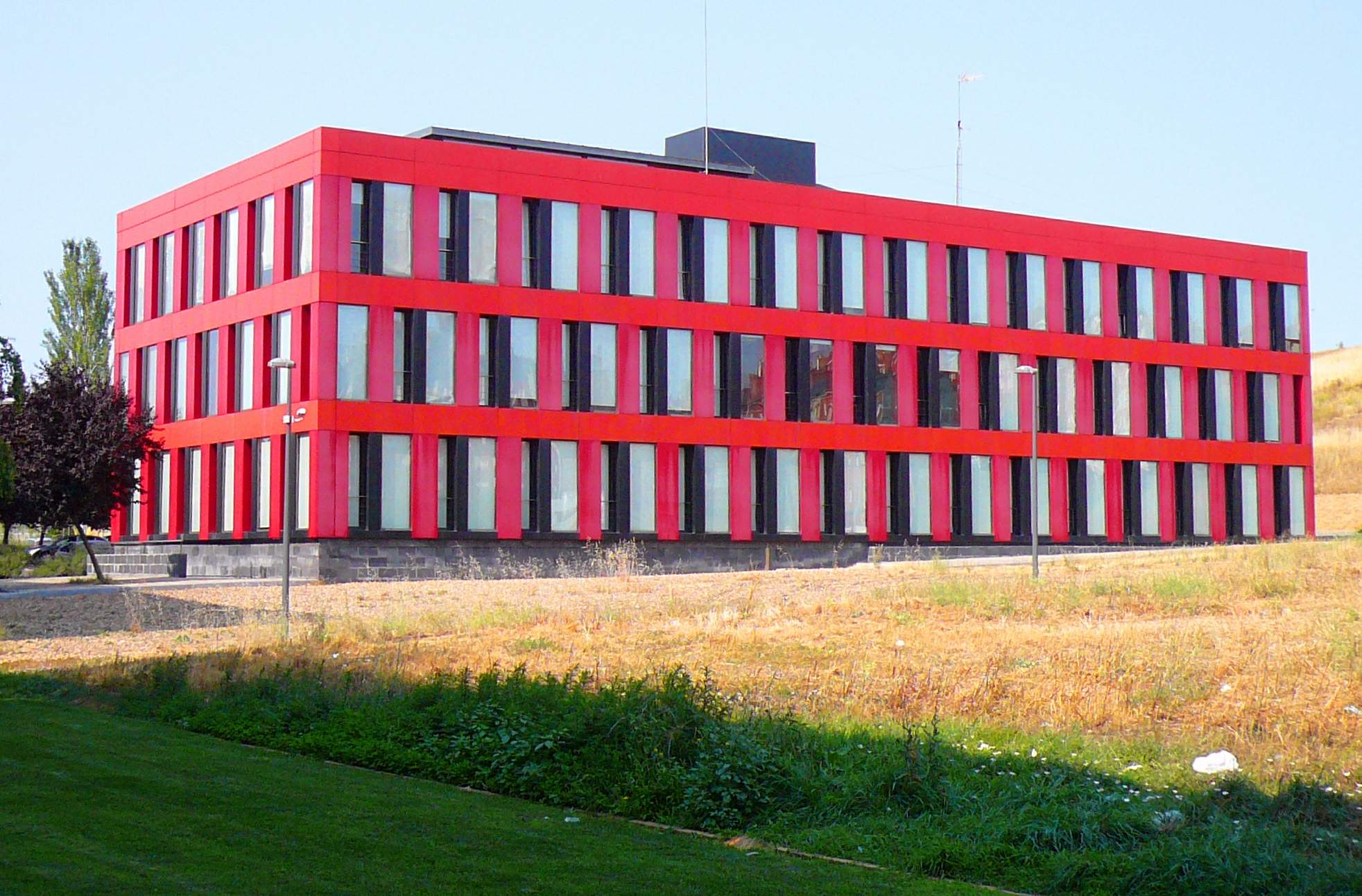
Centro de Empresas de Base Tecnológica (CEBT), adscrito al ILDEFE del Ayuntamiento

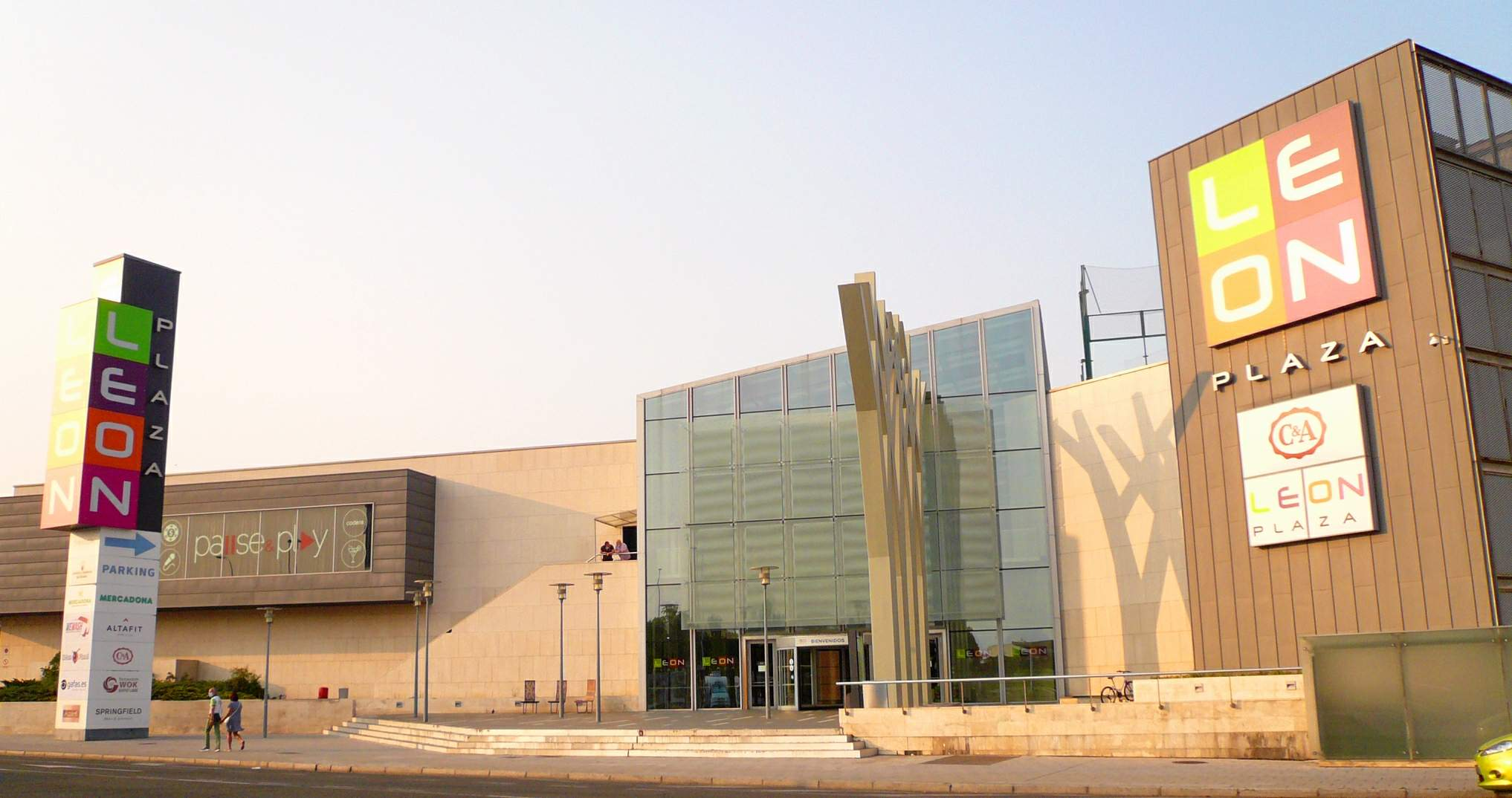
Centro Comercial León Plaza, inaugurado en 2009

La arteria principal del barrio es la avenida Reyes Leoneses y en torno a ella se organizan el resto de calles de manera perpendicular a esta, la mayoría sin salida y con conexión únicamente desde Reyes Leoneses. Cabe destacar un eje paralelo a Reyes Leoneses: la avenida de Los Peregrinos, y tres ejes perpendiculares: la avenida de la Cruz Roja, la avenida Santos Ovejero y la avenida General Gutiérrez Mellado. 
En cuanto a los edificios del barrio, la mayor parte de las edificaciones se disponen de manera perpendicular a la avenida Reyes Leoneses, presentando de media 6 plantas de altura, variando desde las 8 plantas de altura en la avenida Reyes Leoneses hasta las 4 plantas de altura en la avenida Los Peregrinos, en la avenida Padre Isla y en la carretera de Carbajal.

## Servicios públicos
Educación
Eras de Renueva cuenta con dos centros educativos, a nivel de educación infantil y primaria el CEIP «Camino del Norte», y para educación secundaria el IES «Eras de Renueva». Ambos centros están gestionados por la Consejería de Educación de la Junta de Castilla y León a través de la Dirección Provincial de Educación de León.
Sanidad y servicios sociales
El sistema sanitario del municipio se presta a través del sistema público de salud, gestionado por Sacyl (Sanidad Castilla y León), mediante un centro de salud que cuenta con un servicio de guardia y en el que se centraliza la zona básica de salud León I, que atiende también a otros barrios cercanos. El barrio cuenta con tres farmacias, y en relación con centros hospitalarios, sus habitantes han de acudir los existentes en la ciudad como el Hospital de León. En cuanto a servicios sociales, el barrio cuenta con dos residencias de personas mayores.

## Avenidas y calles de este barrio
La Avenida de los Reyes Leoneses es la principal avenida del barrio.

## Transporte

### Autobús
Eras de Renueva cuenta con cinco líneas de autobús urbano y una línea de autobús interurbano.